# Podczele
Podczele – wschodnia część Kołobrzegu, statutowe osiedle miasta, położone nad Morzem Bałtyckim między Ekoparkiem Wschodnim i osadą Bagicz.

## Położenie
Osiedle jest odseparowane od głównej zabudowy Kołobrzegu przybrzeżnym Lasem Kołobrzeskim oraz rozlewiskiem słonych bagien, na których w 1996 roku utworzony został Ekopark Wschodni. Osiedle z resztą świata łączy droga krajowa nr 11.Obszar osiedla należy do Koszalińskiego Pasa Nadmorskiego, a także specjalnego obszaru ochrony siedlisk Trzebiatowsko-Kołobrzeskiego Pasa Nadmorskiego.

## Zabudowa
Dominuje tutaj zabudowa mieszkalna. Kilkukondygnacyjne ceglane budynki przedwojennych koszar wojskowych oraz poradzieckie bloki mieszkalne z wielkiej płyty. W północnej i zachodniej części dzielnicy znajdują się zabudowania infrastruktury dawnego lotniska m.in.: drogi kołowania samolotów, hangary i schronohangary.
Podczele ma charakter sypialni miasta. Tylko w jej zachodniej części na skraju Lasu Kołobrzeskiego, która w przeszłości nie wchodziła w skład radzieckiej bazy wojskowej znajduje się duży kompleks sanatoryjno-wypoczynkowy "Podczele".

## Historia

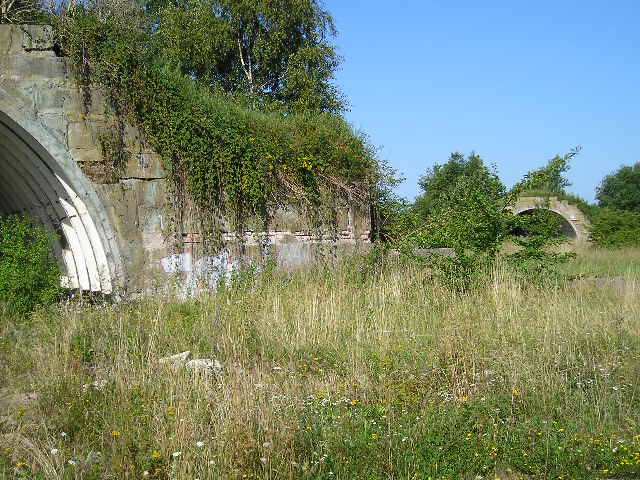
Schronohangary dawnego lotniska wojskowego

Podczele powstało w 1935 roku jako osiedla garnizonowe dla pobliskiego lotniska wojskowego w Bagiczu. Do końca II wojny światowej znajdowały się tutaj koszary wojskowe Luftwaffe.
W 1945 roku Podczele wraz z pobliskim lotniskiem zajęła Armia Radziecka. W krótkim czasie powstało tutaj eksterytorialne, samowystarczalne miasteczko wojskowe z własnym szpitalem, szkołą, sklepami i osiedlem bloków mieszkalnych, w którym mieszkało około 2000 żołnierzy wraz z rodzinami.
Było ono praktycznie niedostępne dla osób cywilnych.
Po wycofaniu się z Polski wojsk rosyjskich w 1992 roku osiedle zostało włączone w granice administracyjne miasta Kołobrzegu. Dawne budynki wojskowe zostały zaadaptowane na cele cywilne. W ciągu kilku lat powstała tutaj dzielnica mieszkalna.
Nazwę Podczele wprowadzono urzędowo w 1947 roku, zastępując poprzednią niemiecką nazwę Kolberg Stadtwald.
W miejscowości był przystanek kolejowy Podczele.

## Społeczność
Samorząd Kołobrzegu utworzył osiedle Nr 9 "Podczele", będące jednostką pomocniczą miasta. Mieszkańcy Podczela wyłaniają 15-osobową radę osiedla, która dokonuje spośród radnych wyboru zarządu osiedla w liczbie 3 osób wraz z przewodniczącym zarządu osiedla. Osiedle na stałe zamieszkuje blisko 1500 osób. Znajduje się tutaj Szkoła Podstawowa nr 9, kaplica pw. św. Michała Archanioła oraz Dom Rekolekcyjny im. bp. Czesława Domina, a także placówka Poczty Polskiej. 